# Phanocloidea fabricii
Phanocloidea fabricii är en insektsart som först beskrevs av Brock 2000.  Phanocloidea fabricii ingår i släktet Phanocloidea och familjen Diapheromeridae. Inga underarter finns listade i Catalogue of Life.